# Polina Miller
Polina Miller (23 de novembro de 1988) é uma ginasta russa que compete em provas de ginástica artística.
Polina estreou em competições no ano de 2003, ao participar do Mundial de Anaheim. Nele, terminou na sexta colocação na prova coletiva, em prova vencida pelas americanas. Em 2005, disputou a edição de Melbourne, no qual encerrou a disputa das barras assimétricas com a sexta colocação, ao somar 9,462 pontos. No ano seguinte, no Campeonato Mundial de Aarhus, Polina fora medalhista de bronze por equipes, superada pelas norte-americanas e chinesas, prata e ouro, respectivamente.